# 鴨川ホルモー
『鴨川ホルモー』（かもがわホルモー、KAMOGAWA HORUMO）は、日本の小説家・万城目学の青春ファンタジー小説。産業編集センターより2006年4月19日に刊行され、角川文庫版が角川書店より2009年2月に刊行（解説は金原瑞人）。
この作品を原作とした漫画作品が月刊少年エースにて連載された。また、2009年のゴールデンウィークに松竹配給で実写映画（監督：本木克英 出演：山田孝之 栗山千明）が公開された。2009年5月にはアトリエ・ダンカンプロデュースで舞台化（出演：石田卓也、芦名星他）された。
スピンオフである『ホルモー六景』が2007年11月に刊行。

## 評価・受賞歴
第4回ボイルドエッグズ新人賞受賞を経て刊行されたデビュー作。「京大青竜会」なる怪しげなサークルに勧誘された主人公が、「ホルモー」という謎の競技を通じて経験する2年間の青春と恋愛を描いた作品。陰陽道を取り入れた奇抜な設定とテンポのよい作風、そして個性的なキャラクターが作り出すコミカルで、時に切ない物語が話題を呼んだ。2009年1月現在の発行部数は15万部。
本の雑誌エンターテインメントで高い評価をうけ、2006年度第1位を獲得。また、TBSテレビ「王様のブランチ」内の本のコーナーにおいて、ブランチBOOK大賞新人賞を受賞している。2007年本屋大賞候補にもなった（結果は6位）。

## 要約
二浪して京都大学への入学を果たした新入生・安倍は、葵祭のエキストラのアルバイトの帰り、やはり京都大学の新入生である高村と偶然に知り合い、帰路を共にする。その途上、二人は京都大学三回生のスガ氏から「京大青竜会」というサークルの勧誘を受け、新歓コンパに誘われるが、京大青竜会へ入会するつもりはなく、ただ新歓コンパにだけ参加するつもりで会場へ向かった。しかし安倍は、その席で早良京子という女性に一目惚れし、彼女に近づきたい一心で入会してしまう。
当初はただのリクリエーションサークルと思われた青竜会だったが、やがて安倍たちは、自分たちが京都を舞台に鬼や式神を使って争う謎の競技「ホルモー」で戦うために集められたことを知らされる。半信半疑の安倍たちであったが、吉田神社での儀式を終え、自らの目で「オニ」たちを見るに至り、否応なくホルモーの世界に引き込まれることとなる。
安倍、高村、早良、芦屋、楠木、三好兄弟、松永、坂上、紀野の10名からなる第500代目京大青竜会は、ホルモーの練習を重ね、初戦に臨む。オニたちを巧みに使役する芦屋の活躍で圧倒的優位に戦いを進めた京大青竜会は勝利を確信したが、高村の失策により思わぬ敗北を喫してしまう。このとき、使役するオニが全滅した高村は、断末魔の叫び声を挙げる。京大青竜会の面々は、ここで初めてホルモーの恐ろしさを知ることとなる。
この敗戦直後、安倍と芦屋との不和が表面化し、敗戦の原因となった高村はしばらく姿を見せなくなってしまった。
しばらくして高村は、チョンマゲ頭で安倍の前に現れる。そしてその高村の口から、安倍が恋心を抱く早良は、よりにもよって安倍が忌み嫌う芦屋と交際していることを知らされる。心に傷を負った安倍は、ホルモーの練習を拒絶するようになった。
しかし、ホルモーを途中で投げ出すことができないことを知った安倍は、芦屋とは別のチームを組んでホルモーを続行する手立てを模索する。そして安倍は、スガ氏から各校のチームを2分して全8チームとする特別ルール「17条ホルモー」の存在を聞き出し、この17条ホルモー実現のために奔走する。
安倍は、高村、楠木、三好兄弟の協力を得て17条ホルモーを実現し、「京大青竜会ブルース」を結成したが、京大青竜会ブルースのメンバーたちは、黒い「オニ」たちが何者かを虐殺するという正視に耐えない光景を毎夜目撃させられるという恐怖に見舞われることになってしまった。これを解消するためには優勝するしかない。
安倍たちは、楠木の天才的な采配によって勝ち進み、決勝戦は、芦屋率いる「京大青竜会神撰組」との対戦となった。京大青竜会ブルースは、安倍と楠木とが不和に陥り、楠木のメガネが壊れて十分な指揮を執れなくなるという2つのトラブルに見舞われるも善戦し、安倍たちが黒いオニたちを見ることはなくなった。
そして、三回生となった安倍たちの後日談が語られ、物語は終わる。

## 作中設定

### 競技内容
「ホルモー」とは鬼や式神（作中では『オニ』と表記）を使い、勝敗を決める競技をさす。名前は勝負のクライマックスで発せられる雄叫びに由来する。『鴨川ホルモー』にて描かれている時代においては、京都産業大学玄武組、龍谷大学フェニックス（旧・朱雀団）、立命館大学白虎隊、京都大学青竜会の4つのサークルで争われている。かつてはもうひとつ「ホルモー」を行うチーム「黄龍陣」が存在していたが、幕末維新の混乱でホルモーが中止されたことをきっかけに、チームが消滅してしまった。
各サークルの名称は陰陽五行説に由来しており、その中の四神の名をサークルに冠している。チームカラーもこの色に合わせている。東京にも「ホルモー」を行うサークルが存在する。
1チームは10人で構成され、各人100匹ずつ1チーム全体で1000匹のオニを使役し、オニ語を発して攻撃部隊と補給部隊に分かれて攻守を行う。攻撃部隊と補給部隊を何人ずつにするかはチームの自由だが、攻撃陣8：補給部隊2で、女性が補給部隊を担当するのがセオリーとされている。最終的に相手のオニを全滅させるか、代表者を降参させることで勝敗を決める。ただし、オニを全滅させる前に代表者が降参することがほとんどで、前者は形骸化している。
「ホルモー」の歴史は実に1000年といわれており、メンバーは2年ごとに入れ替わる。

### オニ
本作品でのオニは体長20センチと小さく、4頭身。顔には耳はあるが目も鼻も口も無く、その代わりに顔の中心に茶巾絞りのような突起がある。その姿はオニを使役できる者にしか見えず、またオニの側から人の手や頭の上に乗ることはできるが使役者もオニに触れることはできない。
使役されるサークルごとに、チームカラーの膝丈ほどの襤褸（ぼろ）を身にまとっている。この襤褸から熊手や棍棒などの武器を取り出し攻撃を行う。
オニは攻撃を受ける度に絞りの部分がへこみ、完全に埋没すると「ぴゅろぉ」という儚い声を出して地面に消えてしまう。この前に補給部隊に属するオニがレーズンを与えることで回復する。このレーズンは使役者が地面にばら撒いた市販のレーズンから取り出された残像のようなもので、現実にレーズンを消費するわけではない。

### ホルモーの主なルール
- ホルモーは京都市内で行う。その際、道路やオニを扱う各神社で行うことは禁じられている。
- オニを使役する者同士の身体に触れてはいけない。故意に接触した場合、反則負けを言い渡されることがある。
- 各チームの公正を期すため、宵山協定と呼ばれる祇園祭の宵山まで、新入生に対して「ホルモー」の存在を明かすことを一切禁じる協定がある。
- 覚書の17条には「サークル内での仲間割れなど、サークルの存続が難しくなった場合、チームを2つ、5人にまで分割することが可能である」と表記されている。これを発動させる条件はサークル内の半数以上の支持を取り付ければよいが、反面、発動した者と支持者にはペナルティが課せられる。なお、1人が使役するオニは倍の200匹になる。1サークルがチームを分割した場合、残りのサークルも強制的にチームを分割させられ、同じサークル同士で対決することにもなる。

### 主なオニ語
ここで基本的なオニ語を紹介する。下記のような言葉は、まる中男性が洗面所で吐き気をもよおす際の声（嘔吐）に似ているとされるので、事情を知らない人の前で発すると誤解や顰蹙を買うことになる。
- 「ぐああいっぎうえぇ」（進め・攻撃の際の基本語）
- 「ふぎゅいっぱぐぁ」（止まれ）
- 「ぎゃらぎゃら、くぅお」（回り続けろ、右回り）
- 「ずるぅうぎぃ、がっちゃあっ」（左翼に、展開）
- 「ぼごぎ、ぐぇげぼっ、ぼっ」（待て、追うな）
- 「ぐぇげぼっ」（追え）
- 「くぉんくぉんくぉんくぉん」（走れ走れ）
- 「べけっ、くぉんくぉんくぉんくぉん」（前線、走れ走れ走れ走れ）
- 「どうんどぅぐぁ、げっぺ、げっぺ、げっぺ」（パニックに陥ったオニたちを鎮めるときに使う）
- 「バゴンチョリー」（取り囲め）
- 「ゲロンチョリー」（潰せ）
- 「ド・ゲロンチョリー」（ぶっ潰せ）
- 「ブリ・ド・ゲロンチョリー」（マジ、ぶっ潰せ）
- 「アガベー」（飛びかかれ）

### 『鴨川ホルモー』という書名・呼称について
『鴨川ホルモー』というタイトルから、しばしばホルモンと間違われやすい。これは作品内でも指摘されており、著者の万城目学は現実にホルモーはホルモンではない旨の説明を強いられた経験があると語っている。
また、「鴨川で行われるホルモー」という意味でもない。各シーズン前にはシーズンを通しての名称を京都の地名からとることを便宜的に決めており、第五百代目は「鴨川」という地名を採用しているだけで、この代は京都のどこで行っても「鴨川ホルモー」と呼ばれる。
エッセイ「ザ・万歩計」にて作者は、本書のタイトルが分かりづらかったことを踏まえ、「次の作品ではわかりやすいタイトルをつけよう」と考えていたが、次の作品は『鹿男あをによし』であり、教訓は活かされなかった、と述べている。

## 登場人物

### 第五百代京都大学青竜会メンバー
安倍（あべ）
本作品の主人公で語り部。京都大学総合人間学部一回生。さだまさしの大ファン。二浪の上に誕生日が4月3日で、入学時点で既に21歳だったためサークル活動に興味を示していなかった。浪人の経験からできる限り親に迷惑をかけたくないと考え、仕送りはほとんど受けず、アルバイトをして自活しており、様々なサークルの新歓コンパに参加することで食費を浮かせていた。物事に対してやや斜に構えた態度をとるが、恋愛には極端に奥手で好きな相手には話すことすらできない。美女の鼻に惹かれやすい鼻フェチで、そのことが青竜会に入るきっかけとなる。
映画版では「明（あきら）」、舞台版では「学（まなぶ）」という下の名前が設定されている。
名前のモチーフは平安時代の陰陽師・安倍晴明。
高村（たかむら）
安倍と共に青竜会に勧誘された経済学部一回生。帰国子女で、入学前は家族と10年ほどロサンゼルスに住んでいた。日本を長く離れていたせいかやや常識はずれなところがあるが、時にまっとうな正論を語る。また壊滅的なファッションセンスの持ち主で、安倍から「イカキョー（いかにも京大生）」と内心蔑まれていた。安倍が抱いた第一印象は「面倒な奴」だったが、「ホルモー」を共に戦う中で友情が芽生え良き相談相手となっていく。初めての「ホルモー」実戦での敗退後に姿をくらましていたが、後に髪型を茶筅髷にして戻ってくる。他のサークルの構成員からは名前より先にこの特徴的な髪型を思い出される。原作では岩倉に、映画版では百万遍寮に在住。
映画版では「幸一（こういち）」という下の名前が設定され、安倍と同じ総合人間学部生となっている。
名前のモチーフは小野篁。
早良 京子（さわら きょうこ）
教育学部一回生で、安倍が思いを寄せている人物。落ち着いた雰囲気の美しい女性。普段は穏やかな性格だが、恋愛に関しては激情家で周りが見えなくなるところがあり、一方でかなりしたたかかつ自己中心的な一面を持つ。そのことが「青竜会」内部の不和を招来するきっかけとなってしまう。
映画版では岡山県倉敷市出身と言っている。また、日15時間勉強の末、一浪して大学に入ったとのこと。
名前のモチーフは早良親王。
芦屋 満（あしや みつる）
法学部一回生。180cm近い長身で色黒のスポーツマンタイプで、安倍も認めざるを得ないイケメン。「ホルモー」に対する優れた適性を示し、「吉田の呂布」と呼ばれるほど。最下位続きだった青竜会再興の原動力となる。しかし生来の仕切り屋体質から、自分がリーダーシップを発揮しないと気が済まない性格であり、安倍とはそりが合わず、ほとんど口もきかない。また、安倍以外のメンバーにも芦屋を嫌う人はいる。楠木からは陰で「バカ男」と呼ばれている。
本作品の『鴨川ホルモー』では「芦屋」と姓（苗字）だけで呼称されていたが、「ホルモー六景」第四景にて下の名が「満」であることと中国地方出身であることが明らかとなっている。また、映画版では財務省志望であることも明かされている。
名前のモチーフは安倍晴明のライバル（宿敵）といわれた陰陽師・芦屋道満。
楠木 ふみ（くすのき ふみ）
理学部一回生。第五百代青竜会女性メンバー二名のうちのもう一人。長野県出身。流行遅れの髪型とレンズ面の広い眼鏡から、陰で高村に「凡ちゃん」というあだ名を付けられている。極端に無口かつ無愛想で、安倍の問いかけに応じないことも多いが、意外と女性的な一面を見せる。また数学のことに関しては饒舌になる。パソコンを二台所有している。
イタリア料理店でアルバイトしている。彼女が青竜会に入った理由は物語の終盤において明らかとなる。
映画版では茨城県土浦市出身となっている（映画で彼女を演じた栗山千明の出身地である）。
名前のモチーフは楠木正成。
三好兄弟（みよしきょうだい）
双子の京大生。文学部一回生。あまりにそっくりで安倍たちも見分けがつかない。兄弟共に温厚篤実で柔らかな物腰を忘れないものの、他者を嫌うこともある。
映画版では兄が「慶一（けいいち）」、弟が「賢一（けんいち）」という下の名前が設定されている。
それぞれ名前のモチーフは三好長慶、三好義賢。
松永（まつなが）
坂上（さかがみ）
紀野（きの）
第五百代青竜会のメンバー。松永と坂上は、芦屋の舎弟ともいうべき存在となっている。坂上と紀野は工学部建築学科在籍。いずれも作中において目立った活躍はしていない。
映画版では松永が「秀夫（ひでお）」、坂上が「麻人（あさと）」、紀野が「友之（ともゆき）」という下の名前が設定され、全員が芦屋と同じ法学部生となっている。
それぞれ名前のモチーフは松永久秀、坂上田村麻呂、紀貫之。

### その他の登場人物
菅原 真（すがわら まこと）
理学部三回生。作中では「スガ（氏）」と呼ばれている。第四百九十九代京大青竜会会長。安倍たちを五百代目のメンバーとして勧誘した。飄々としたとらえどころのない人物で、安倍ら一回生が「ホルモー」とは何なのかを問いつめるも、のらりくらりとこれをかわした。後輩の面倒見は決して悪くないが、「ホルモー」の重要な情報を小出しにする。原作の終盤では京大の大学院生になった。
名前のモチーフは菅原道真。
立花 美伽（たちばな みか）
龍谷大学におけるホルモーのサークル「龍谷大フェニックス」第四百九十九代会長。元々のサークル名「朱雀団」を、OBの猛反対を押し切って「フェニックス」に改めた女傑。安倍たちの「ホルモー」初戦の立会人を務める。
名前のモチーフは橘三千代。
店長
「ホルモー」に関する会合が度々開かれる三条木屋町の居酒屋「べろべろばあ」の店長。年齢は69歳。50年以上「ホルモー」に携わっている競技委員長的存在。
苗字は「安倍」。また、映画版では下の名が「清」となっている。
清森 平（きよもり たいら）
京都産業大学におけるホルモーのサークル「京産大玄武組」第四百九十九代会長。映画版では、十七条ホルモーの審判を務めた。
名前のモチーフは平清盛。
柿本 赤人（かきもと あかひと）
立命館大学におけるホルモーのサークル「立命大白虎隊」第四百九十九代会長。
名前のモチーフは柿本人麻呂と山部赤人。

## 書誌情報
- 単行本：産業編集センター、2006年4月19日 ISBN 978-4-916199-82-9
- 文庫本：角川文庫、2009年2月 ISBN 978-4-043939-01-5

## ホルモー六景
全6編の短編集。2007年11月に刊行された。続編と銘打っているが、時間軸は『鴨川ホルモー』のストーリーと並行し関連している。プロローグのみ書き下ろしで、短編の初出はすべて『野性時代』で発表のもの。

### 要約
プロローグ
京都大学3回生となった安倍と高村とが、京大の生協食堂で会話する場面を主として展開する。『鴨川ホルモー』未読の読者にも「ホルモー」のあらましが分かるような会話もある。ひとしきり会話した二人は、かつて菅原真らがそうしたように、今度は自分たちが「四条烏丸交差点の会」を執り行うため、バスに乗って東大路を下がっていく場面で、プロローグは終わる。
第一景・鴨川（小）ホルモー
圧倒的な強さを誇る京産大玄武組。その原動力となっている「二人静」と呼ばれる彰子と定子の恋物語。高校、大学と好きな相手を作れなかった二人は新歓コンパで知り合い意気投合。世の中のありとあらゆる記念日に常に一緒にいることを誓った。しかし、それから半年後、定子は新しい彼氏を見つけ、その誓いを破ろうとしていた。定子からそのことを打ち明けられた彰子は定子に「決闘」を申し渡す。決闘の結果、定子はデートを台なしにされるが、彰子との友情は深まった。最後の場面は、第四景のラストシーンに繋がっている。
第二景・ローマ風の休日
楠木ふみのサイドストーリーを、同じバイト先で働く高校生・聡司を中心に描く。イタリアンレストランのバイトにやってきた楠木ふみは、無愛想でとらえどころがなく、当初聡司はいい印象を抱かなかった。しかし、店長が招いたトラブルをきっかけに楠木ふみの才能を知ることになる。そんな夏の日、聡司は数学の宿題を口実に、楠木ふみを誘って京都を散策する。
当該物語は、『鴨川ホルモー』において第17条ホルモーが発動された後、本書においては第四景より後の時点を中心に描かれている。最後の場面は『鴨川ホルモー』にて「17条ホルモー」が終わった後の時点である。
第三景・もっちゃん
梶井基次郎の人生をベースに、ホルモーを取り入れたフィクション。安倍は入学から仲の良かった「もっちゃん」という男から恋愛の打ち明け話を聞く。なかなか思いを伝えられないもっちゃんに安倍はラブレターを書くことを勧める。彼の要望で安倍もラブレターを書く羽目になるのだが、ふざけた絵ばかりを描いて封をした。翌朝、思い人が現れる時間間近に起床したもっちゃんは、慌てるあまり、安倍が書いた手紙をもって告白へと赴き、ふられた。その後もっちゃんは小説家になった。
ある日、安倍にもっちゃんからの手紙が届き、そこにはもっちゃん愛用の懐中時計が同封されていた。安倍は京都・室町通六角所在の和菓子屋「沙狗利」を訪ねた際、「四条烏丸交差点の会」へ向かう学生に、もっちゃんの懐中時計を貸与する。その後、もっちゃんの懐中時計は「四条烏丸交差点の会」において使われ続けることとなる。この物語にでてくる安倍は、鴨川ホルモーの主役の安倍とはまた違う安倍である。
第四景・同志社大学黄龍陣
芦屋の元彼女・山吹巴が「ホルモー」の謎を解明することになる物語。巴は、憧れの桂教授の講義を受けたい一心で、一浪した末、同志社大の学生になった。巴は、満を持して桂教授に会おうとするが、他の学生と勘違いされ、書庫の荷物を取りに行くよう依頼される。その際、書庫の中に「HORUMO」と書かれた手紙を見つけてしまう。巴はこれをきっかけに、黄色い竜の描かれた浴衣と「〈ホルモー〉黄龍陣、復活ニ関スル三条件」と記載された紙切を発見する。
巴は、留学生のウー君の知恵を借り、かつての恋人であり未練の残る芦屋満を伴って、その「条件」を達成するべく、試行錯誤する。黄龍陣の復活は、本書第三景「もっちゃん」のラストシーンにおいて示唆されている。
物語の最後は、本書第一景のラストシーンと繋がっており、時系列では第一景とほぼ同じ時期の物語である。巴と芦屋との関係は、京大青竜会にとっての大問題が発生する遠因にもなっている。
第五景・丸の内サミット
京産大学玄武組・第四百九十八代会長の榊原康と龍大フェニックス・第四百九十八代会長であった井伊直子は、東京でサラリーマンとして働いている。二人はかつてホルモーで好勝負を演じたライバルであった。4月、井伊の同僚・酒井と榊原の同僚・本多が友人であったことから催された合コンにおいて、二人は偶然にも再会する。しかし驚きもつかの間、その二人の前に、ビルの谷間を泳ぐように飛んでいる無数の黒い「オニ」が出現する。榊原は原因を突き止めるためオニの発生源を探し、井伊も仕方なく付き合う。
突き止めたオニの発生源は、平将門の首塚だった。それに気が付いたとき、首塚の敷地内から、酒井と本多の声がする。そして酒井も本多も、井伊や榊原と同じく、ただし東京の大学で、ホルモーを行っていたことが判明する。
第六景・長持の恋
立命館白虎隊・細川珠実の時代を超えた切ない恋物語。
貧乏生活を送っていた珠実は、アルバイト雑誌で見かけた料亭「狐のは」でバイトを始めることになる。そして2月、狐のはの蔵へ行く用事ができた珠実は織田信長が使っていたという長持を見つける。そこには「なべ丸」という名前の書かれた板切れが入っていた。これを見た珠実は、自分の意志とは無縁に自らの名前を書き込んでしまう。
この日から「なべ丸」と「おたま」の文通が始まった。しかし、実は「なべ丸」は時空を超えた安土桃山時代の青年「柏原大鍋」という人物で、本能寺の変に巻き込まれる運命にあったのだった。珠実は「なべ丸」の運命を変えようとするものの、「なべ丸」は自分の使命を優先にしたため結局叶うことはなかった。だが、「なべ丸」は「いつか珠実の前に現れる」と再会の約束をし、それは現実となる。高村は「なべ丸」の生まれ変わりと示唆されている。
時系列は第二景よりも後、「プロローグ」よりも前の時点の設定になっている。

### 書誌情報
- 単行本：角川書店、2007年11月 ISBN 9784048738149
- 文庫本：角川文庫、2010年11月 ISBN 9784043939022

## 漫画版
渡会けいじ作画により月刊少年エース2008年4月号 - 2009年6月号に連載。単行本の表紙は1970 - 1980年代の角川映画のポスターのパロディとなっている。
単行本
万城目学（原作）・渡会けいじ（漫画）『鴨川ホルモー』 角川書店〈角川コミックス・エース〉、全3巻
1. 2008年9月26日発売、ISBN 978-4-04-715124-6 （表紙パロディ：セーラー服と機関銃）
2. 2009年2月26日発売、ISBN 978-4-04-715190-1 （表紙パロディ：時をかける少女）
3. 2009年4月25日発売、ISBN 978-4-04-715238-0 （表紙パロディ：犬神家の一族）

## 映画版
2009年4月18日より全国松竹系でロードショー公開された。また、一般公開に先立って2009年3月に開催された第1回沖縄国際映画祭において長編映画部門大賞「ゴールデンシーサー賞」を受賞した。

### キャスト
京都大学・新入生
- 安倍 明 - 山田孝之
- 高村 幸一 - 濱田岳
- 早良 京子 - 芦名星
- 楠木 ふみ - 栗山千明
- 三好兄弟 - 斉藤祥太、斉藤慶太
- 芦屋 満 - 石田卓也
- 松永 秀夫 - 渡部豪太
- 坂上 麻人 - 梅林亮太
- 紀野 友之 - 藤間宇宙

京大・上回生
- 菅原 真 - 荒川良々
- 竜造寺 富子 - 三村恭代
- 上回生 - 篠宮暁（オジンオズボーン）
- 上回生 - 高松新一（オジンオズボーン）
- 上回生 - OH-SE
- 上記合わせ計十名、うち女性二名

龍谷大学
- 立花 美伽 - 佐藤めぐみ

京都産業大学
- 清森 平 - 和田正人

立命館大学
- 柿本 赤人 - 趙珉和
- 細川 珠実 - 大谷英子（新入生）

その他
- ホルモー解説者 - 笑福亭鶴光（本人役名そのまま）
- ホルモー解説者 - 澤武博之（本人役名そのまま）中継車では解説との名札があるが実況アナウンス
- 居酒屋の店長 - 石橋蓮司
- 鈴鬼玄斎 - パパイヤ鈴木（京大OB第四八十代青龍会会長）
- 通りすがりの人物 - 甲本雅裕

立命館大学映像学部、京都大学劇団ケッペキ、四条烏丸交差点の会

### スタッフ
- 監督: 本木克英
- 脚本: 経塚丸雄
- 音楽: 周防義和
- 主題歌: Base Ball Bear「神々LOOKS YOU」
(EMIミュージック・ジャパン)
- 劇中歌:小林亜星「レナウンワンサカ娘」
- 撮影: 江原祥二
- 美術: 西村貴志
- 照明: 土野宏志
- 録音: 中路豊隆
- 編集: 川瀬功
- 助監督: 井上昌典
- 製作担当: 高坂光幸
- サウンドデザイン: 岸田和美
- 音響効果: 岡瀬晶彦
- オニ語創作：佐々江智明
- 振付け: パパイヤ鈴木
- 特殊メイク: 梅沢壮一
- 造型ディレクター: 岡野正広
- VFX: GONZO、Cine Griot、イマージュ、アネックス・インフォメーション、maximage
- キャラクターアニメーション：スタジオイブキ、渦巻モーション、Mox-Motion、タイムライン
- キャラクターモーションアクター： 劇団飛行船、スタントチームGocoo
- MA: 松竹サウンドスタジオ
- 技術協力： ソニーPCL
- 現像: 東京現像所
- 協力：京都大学、立命館大学、京都産業大学、龍谷大学、嵯峨映画、松竹衣裳、八木かつら、関西ロケ-ションサービス、ケイルック、スカイワーク京都、レナウン、龍保険事務所、東京テレビセンター、アミー・パーク、さだ企画、葵祭行列保存会、Autodesk、井政、KBS京都
- ロケ協力、京都府、京都市、吉田神社、くろ谷金戒光明寺、下鴨神社、上賀茂神社、近畿日本鉄道、叡山電鉄、大津市教育委員会、滋賀ロケーションオフィス、清水寺、高台寺、大本山南禅寺、京都大覚寺、新風館、保津川遊船企業組合、ROYAL OAK HOTEL、キンキホーム、名馬会、三条通商店街、京都大学吉田寮、銀月アパートメント
- 製作代表：迫本淳一、北川直樹、木下直哉、内田康史、赤松智、久松猛朗、町田智子、鈴木大三、尾越浩文
- 製作者: 野田助嗣
- プロデュース: 矢島孝、野地千秋
- 企画協力：ボイルドエッグズ
- 製作協力：松竹京都撮影所
- 制作・配給：松竹
- 製作：「鴨川ホルモー」フィルムパートナーズ（松竹、ソニー・ミュージックエンタテインメント、木下工務店、GONZO、ガンホーワークス、衛星劇場、朝日新聞社、ディーライツ、ポニーキャニオン）

### 主なロケ地

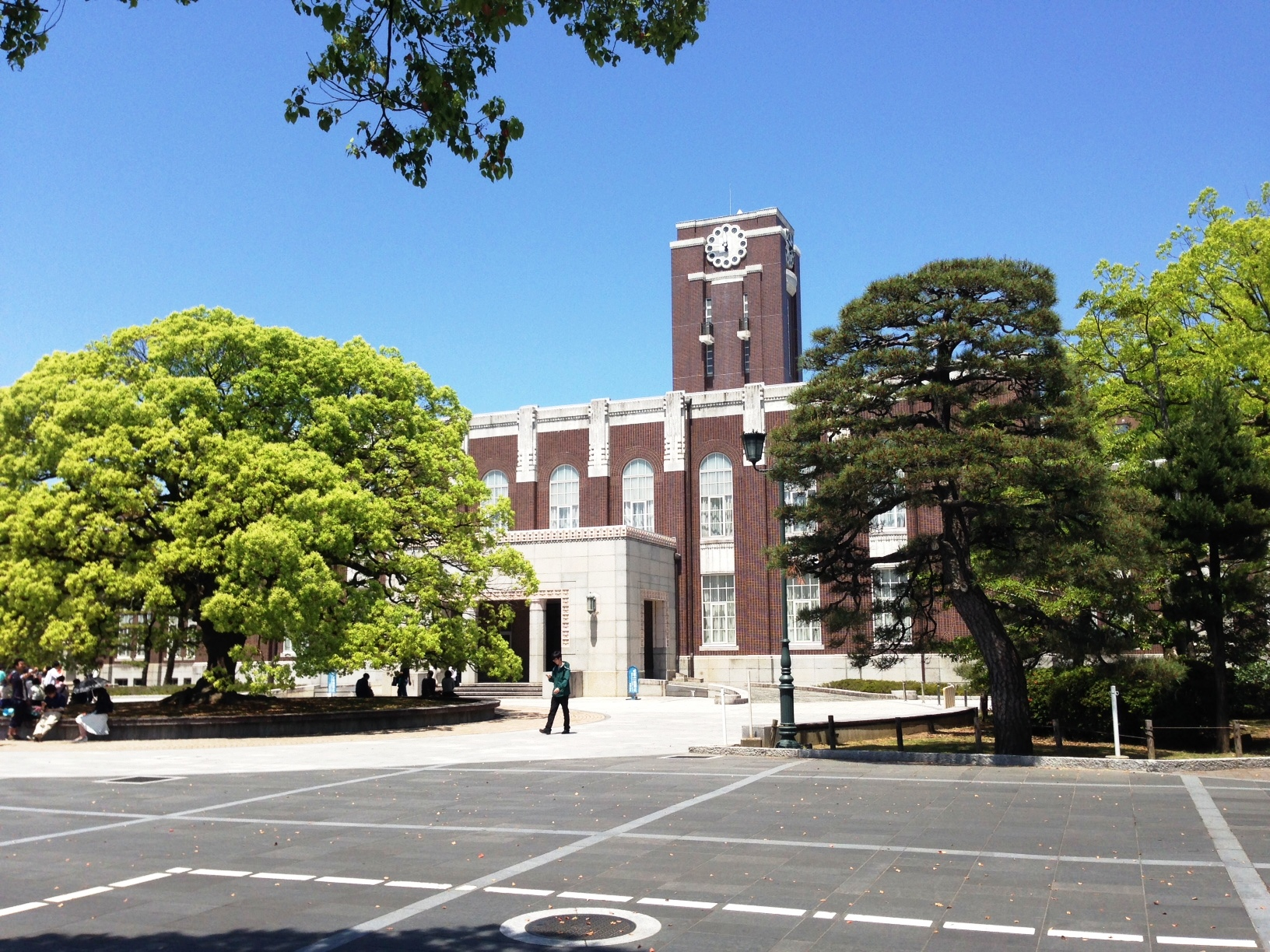
京都大学時計台（京都市左京区）
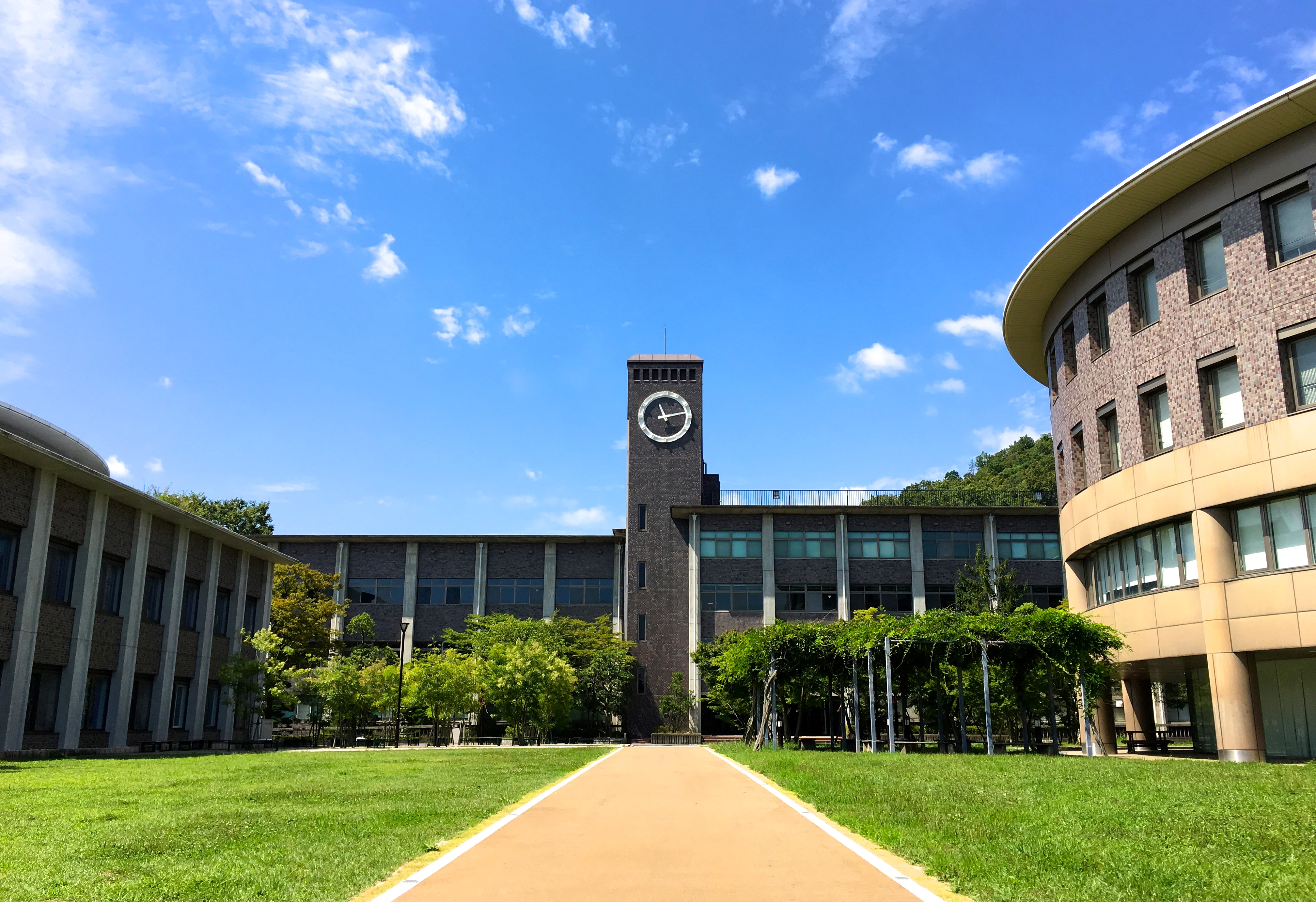
立命館大学存心館前（京都市北区）
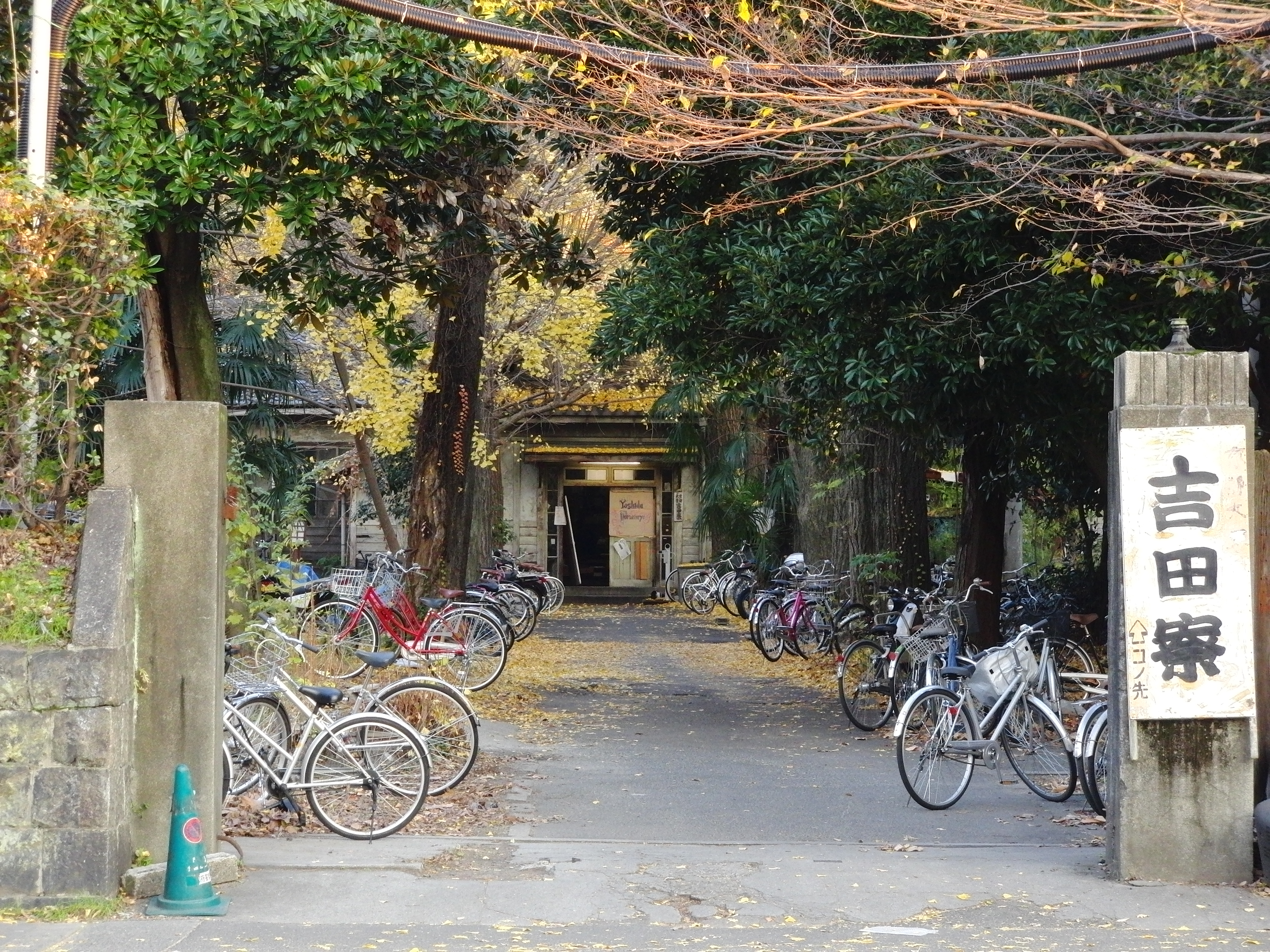
京都大学吉田寮（京都市左京区）
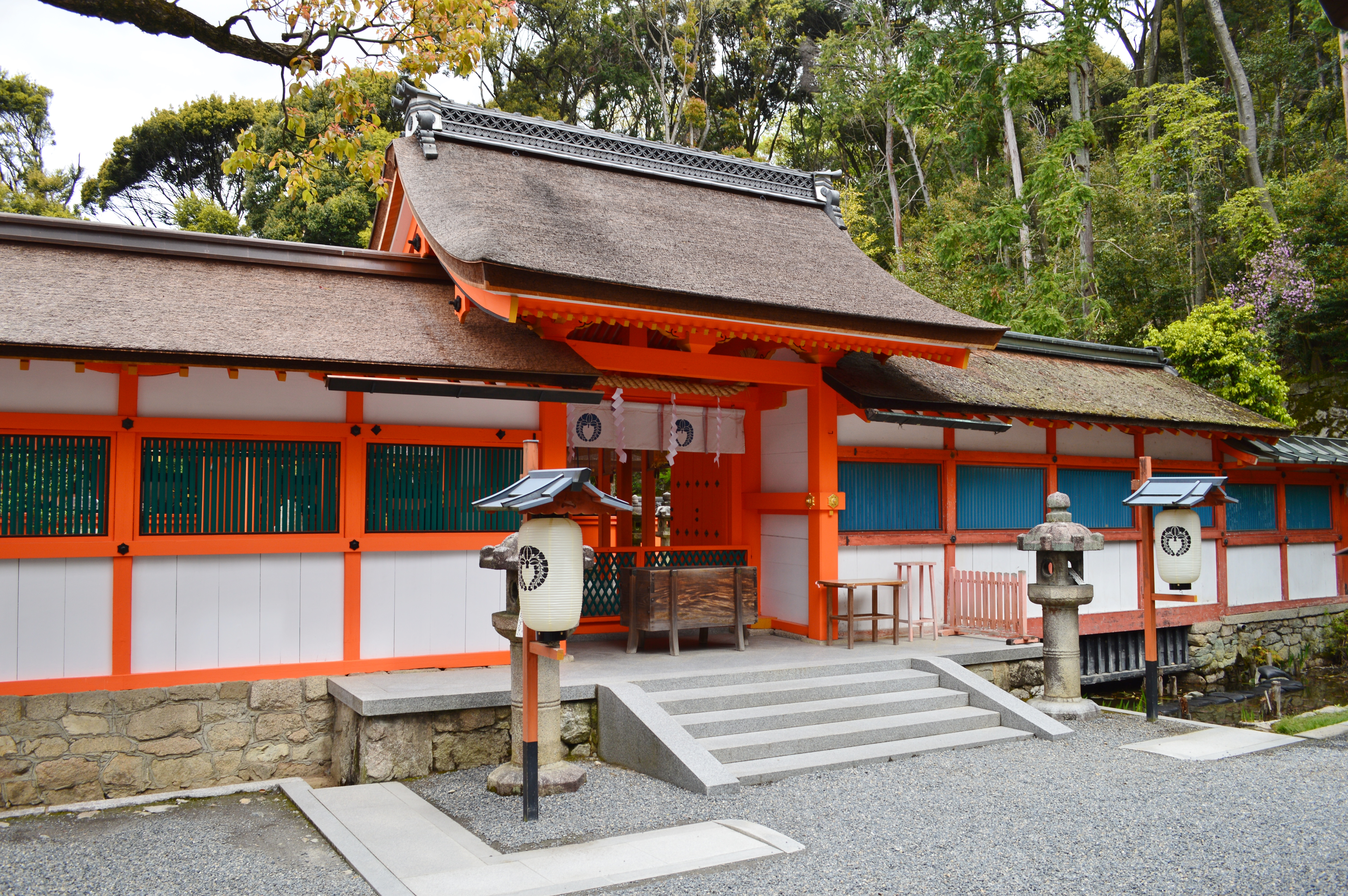
吉田神社中門（京都市左京区）
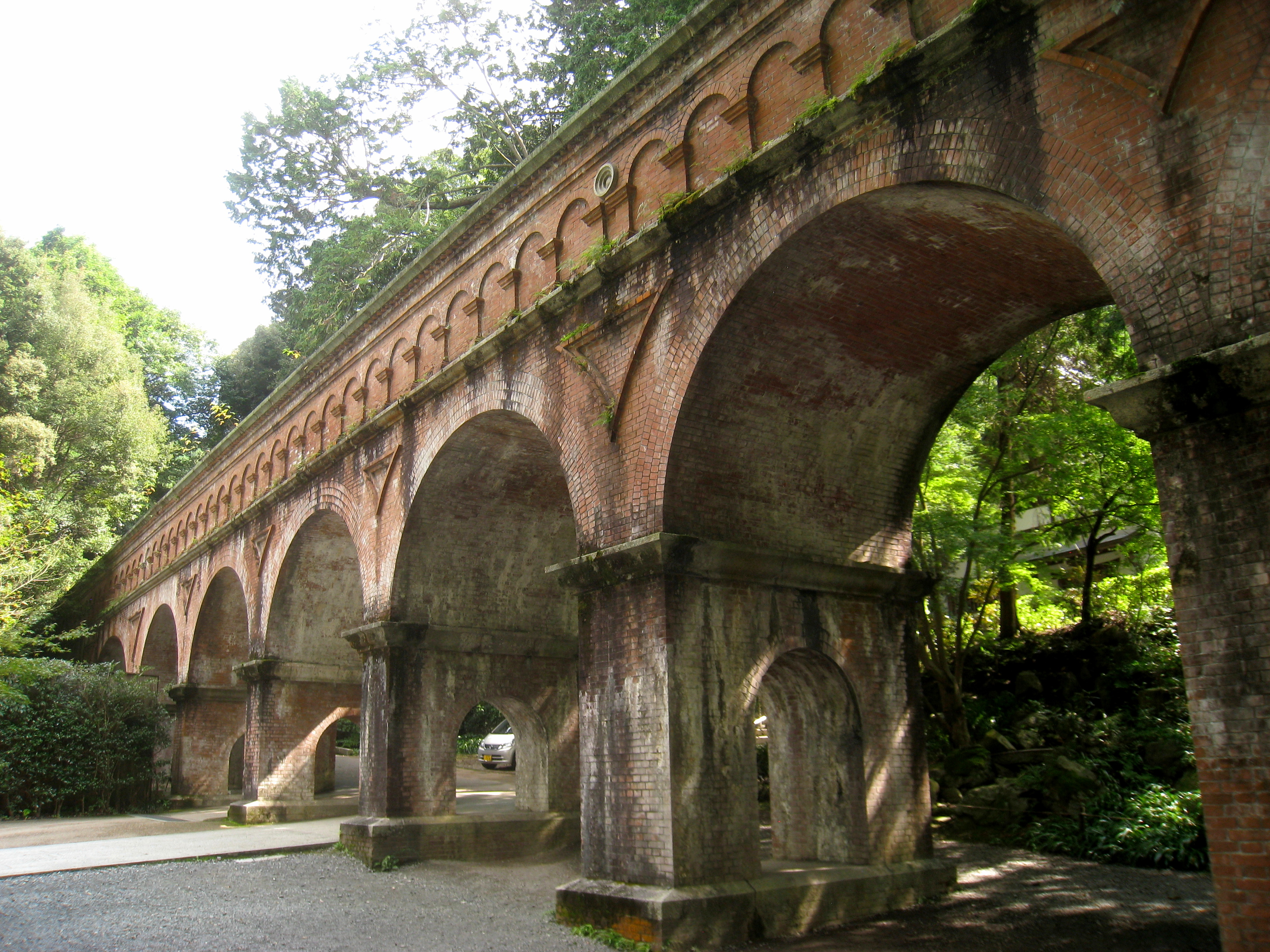
南禅寺境内にある琵琶湖疏水の水道橋（水路閣）（京都市左京区）
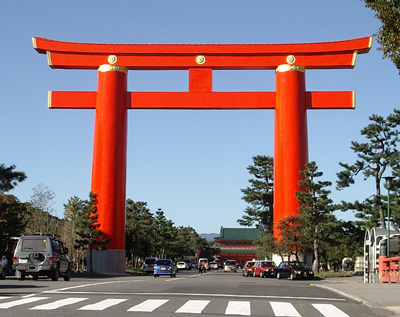
平安神宮大鳥居（京都市左京区）
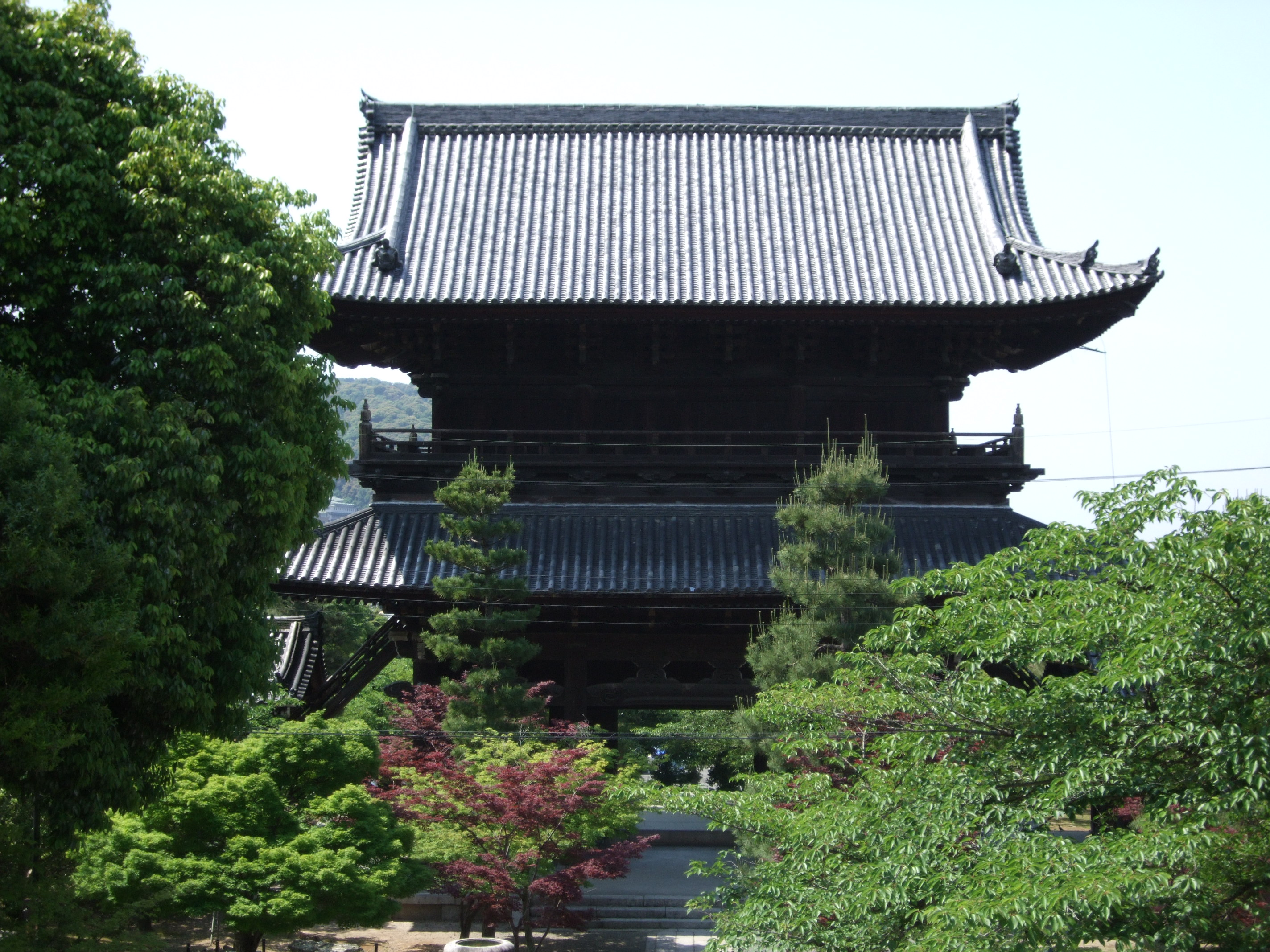
金戒光明寺、山門（京都市左京区）
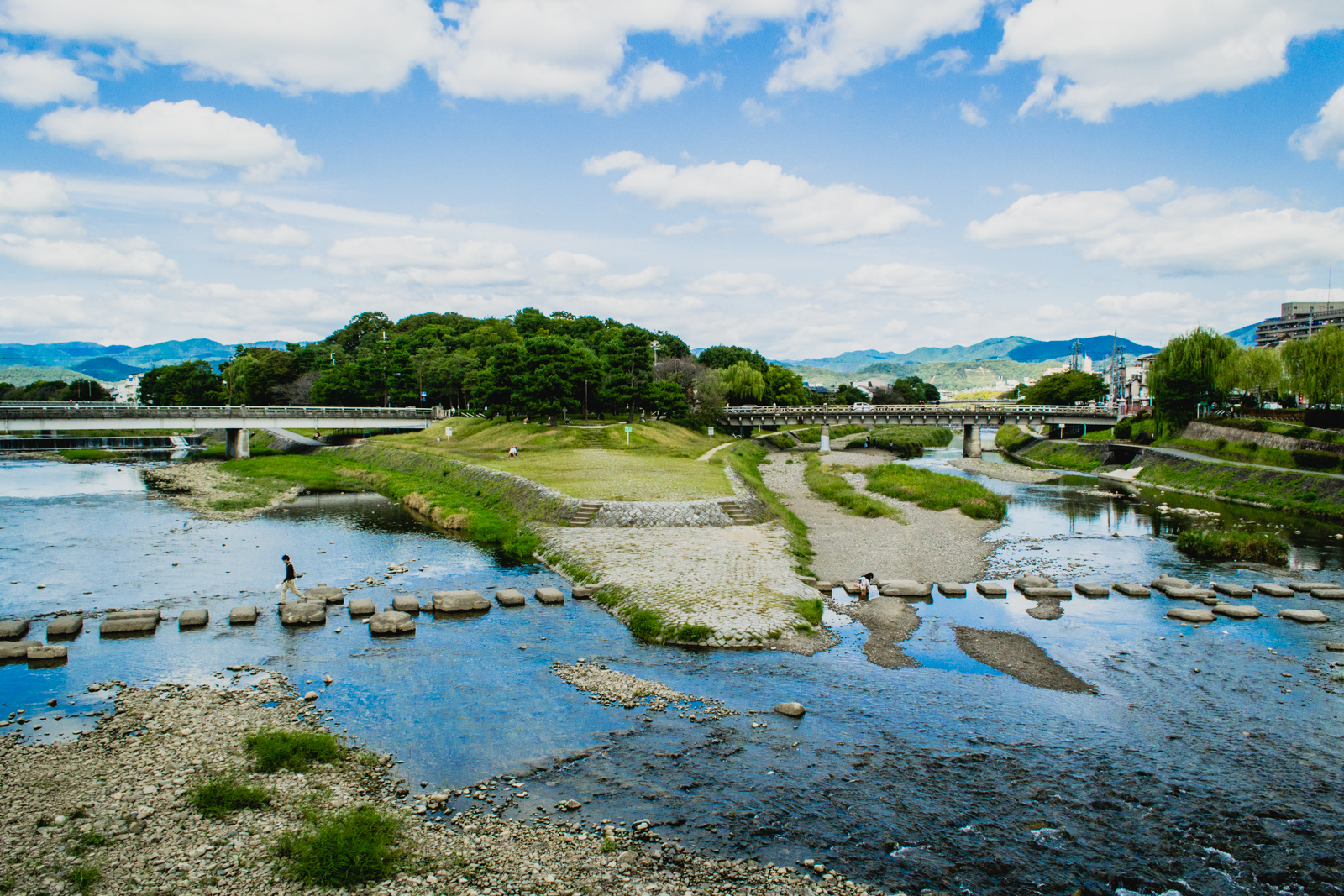
鴨川デルタ（京都市左京区）

### 備考
- 公開初日（2009年4月18日）にアメリカでも公開されることが発表された。
- 撮影には、作中に登場する京都・立命館・龍谷・京都産業の各大学が協力している。初めて京都大学吉田寮（作中では「百万遍寮」）での撮影が行われた[8][9]ほか、松竹と提携する立命館大学は、衣笠キャンパスをロケ地として提供したり、学生をスタッフ・エキストラとして参加させた[10][9]。また、映像学部の実習として学生に関連商品の提案を行わせ、「あぶらとり紙」が商品として販売された[11][9]。青竜会のメンバーが学食で食事をしている場面について、流れ上京大の学食のはずだが、実際に使用されているのは立命館大の学食、存心館食堂である。
- 主演の下腹部の見えてはいけないところが見えていたらしくCGで修正された。
- テレビ放送時やネット配信時に「本作品において赤十字マークの誤用がございました。日本赤十字社を始めとする関係者の皆さまに深くお詫び申し上げます。」との注釈が付くようになった。ホルモー救護係の装束等に赤十字マークを用いているため。
- 第1回沖縄国際映画祭 “Laugh & Peace”コンペティション長編映画部門・ゴールデンシーサー賞受賞。
- 米リメイク権をジェリー・ザッカー監督が獲得した[12]。

## 舞台版

### 『鴨川ホルモー』
アトリエ・ダンカンのプロデュースで 2009年5月15日（金） - 6月7日（日）に吉祥寺シアターで上演。その後、京都（6月24日、京都芸術劇場）、名古屋（6月26日、名古屋市青少年文化センター・ アートピアホール）、大阪（6月30日、大阪厚生年金会館ウェルシティ大阪・芸術ホール）でも上演。

#### 出演者
- 安倍 学 - 石田卓也
- 楠木 ふみ - 秋山奈々
- 高村 幸一 - 中川真吾（D-BOYS）
- 早良 京子 - 芦名星
- 芦屋 淳一 - 山口龍人
- 佐野 菜月 - 上原香代子
- 菅原 真 - 根本大介
- 松永 亨 - 白井義将
- 紀野 慎介 - 上田悠介
- 坂上 光 - 札内幸太
- 三好 亜理紗 - 高畑こと美
- 三好 亜理洲 - 見上寿梨
- 安倍 徹郎 - 松下太亮

#### スタッフ
- 脚本・演出- 鄭義信

#### 備考
- メインキャスト 4名 (安倍、楠木、高村、早良) 以外のキャストは全てオーディションで決定。
- 2009年6月3日の公演が2009年7月と8月にWOWOWで放送された。

### 『鴨川ホルモー、ワンスモア』
2024年4月12日から5月4日まで、サンシャイン劇場とサンケイホールブリーゼで上演。主演は中川大輔。

#### 出演者
- 安倍 - 中川大輔[13]
- 早良 京子 - 八木莉可子[13]
- 高村 - 鳥越裕貴[13]
- 楠木 ふみ - 清宮レイ（乃木坂46）[13]
- 芦屋 満- 佐藤寛太[13]
- 石田剛太[13]
- 酒井善史[13]
- 角田貴志[13]
- 土佐和成[13]
- 中川晴樹[13]
- 藤松祥子[13]
- 片桐美穂[13]
- 日下七海[13]
- ヒロシエリ[13]
- 浦井のりひろ（男性ブランコ）[13]
- 平井まさあき（男性ブランコ）[13]
- 槙尾ユウスケ（かもめんたる）[13]
- 岩崎う大（かもめんたる）[13]

#### スタッフ
- 原作：万城目学（『鴨川ホルモー』『ホルモー六景』角川文庫刊）[13]
- 脚本・演出：上田誠（ヨーロッパ企画）[13]